# Courtney Dauwalter
Courtney Dauwalter (13 februari 1985) is een Amerikaanse ultramarathonloopster. Ze finishte de Moab 240-race in 2 dagen, 9 uur en 59 minuten, sneller dan elke mannelijke deelnemer. Ze finishte ook met 10 uur voorsprong op de tweede loper.

## Carrière
In 2016 vestigde Dauwalter het record op de Javelina Jundred 100K en won ze de Run Rabbit Run 100-mijl race (160,9 km) met 75 minuten voorsprong op de tweede. Ze won ook de Run Rabbit Run 2017, waarin ze tijdelijk blind werd gedurende de laatste 12 mijl (19,3 km), op een moeilijk en technisch deel van het parcours met veel rotsen en obstakels.
In 2018 won ze de Western States 100-Mile Endurance Run (160,9 km) met een tijd van 17 uur en 27 minuten. In 2018 nam Dauwalter ook deel aan Big Dog's Backyard Ultra waarin ze 2e eindigde en het vrouwenrecord vestigde van 279,268 mijl (449,4 km, 67 ronden).  
In 2019 werd ze eerste vrouw in de Ultra-Trail du Mont-Blanc met een tijd van 24 uur en 34 minuten.